# Căn cứ Biên Hòa
Căn cứ Biên Hòa (còn gọi là Căn cứ lục quân Biên Hòa) là căn cứ cũ của Quân đội Mỹ và Quân lực Việt Nam Cộng hòa (QLVNCH) ở phía đông bắc thành phố Biên Hòa tỉnh Đồng Nai, Việt Nam Cộng hòa.

## Lịch sử

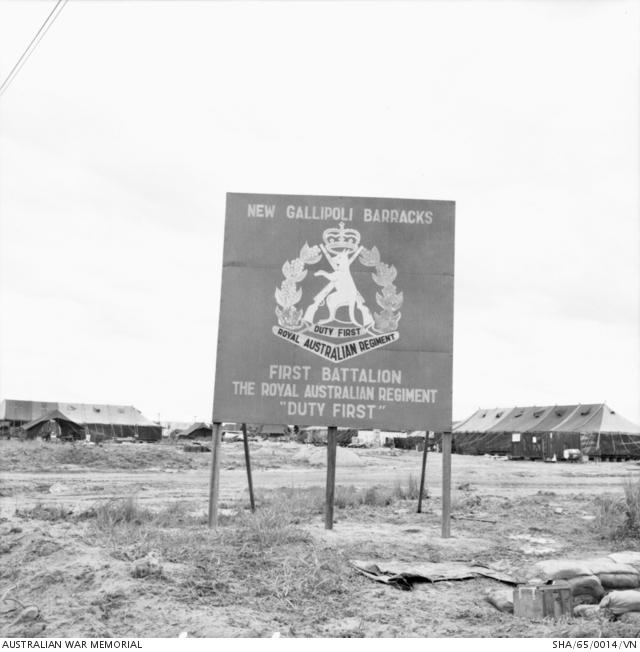
Biển báo dành cho Trại lính Gallipoli mới của Tiểu đoàn 1, Trung đoàn Hoàng gia Úc tại Biên Hòa.

Từ ngày 3 đến ngày 6 tháng 5 năm 1965, máy bay vận tải của Không quân Mỹ (USAF) đã điều động Lữ đoàn Dù 173 từ Okinawa đến Căn cứ không quân Biên Hòa nhằm bảo vệ căn cứ không quân và các khu vực xung quanh cùng cảng Vũng Tàu. Lữ đoàn 173 đã thiết lập căn cứ của họ ở chu vi phía đông bắc của căn cứ không quân này. Vào tháng 6 và tháng 7, họ được Tiểu đoàn 1, Trung đoàn Hoàng gia Úc và một Tiểu đoàn Pháo binh New Zealand được điều động làm tiểu đoàn thứ ba của Tiểu đoàn 3, Trung đoàn Pháo binh Dã chiến 319 của quân đội Mỹ. Những đơn vị đồng minh này đều đặt dưới quyền kiểm soát hoạt động của Lữ đoàn 173 cho đến tháng 4 năm 1966 khi họ được giao khu vực trách nhiệm chiến thuật (TAOR) riêng của mình tại tỉnh Phước Tuy.
Ngày 15 tháng 3 năm 1971, xảy ra vụ có kẻ quăng quả lựu đạn vào một doanh trại sĩ quan tại căn cứ này, giết chết Trung úy Thomas A. Dellwo và Richard E. Harlan thuộc Sư đoàn 1 Kỵ binh (Cơ động). Binh nhì Billy Dean Smith bị buộc tội giết người, nhưng đã được tuyên trắng án tại tòa án quân sự vào tháng 11 năm 1972.
Các đơn vị khác đóng quân tại Biên Hòa bao gồm:
- Biệt đội C-3 Liên đoàn 5 Biệt kích
- Biệt đội 60 Biệt kích
- MIKE Force A-302
- Trường Huấn luyện Thay thế Screaming Eagle (SERTS) Sư đoàn Không vận 101
- Trung tâm huấn luyện thay thế Sư đoàn 1 Kỵ binh
- Nhóm cố vấn 95 và 98 Bộ Tư lệnh Viện trợ Quân sự Mỹ tại Việt Nam
- Liên đoàn 3 Biệt động quân Quân lực Việt Nam Cộng hòa